# Fléty
Fléty est une commune française située dans le département de la Nièvre, en région Bourgogne-Franche-Comté.
Ses habitants sont appelés les Flétois.

## Géographie

Fléty se trouve à 7 km à l'ouest de Luzy.

Fléty appartient au pays de Luzy, à l'extrême sud-est du département de la Nièvre, limitrophe du Bas-Morvan.
Le paysage est un bocage bas, parsemé de forêts de feuillus.

### Climat
Pour des articles plus généraux, voir Climat de la Bourgogne-Franche-Comté et Climat de la Nièvre.
En 2010, le climat de la commune est de type climat océanique dégradé des plaines du Centre et du Nord, selon une étude du Centre national de la recherche scientifique s'appuyant sur une série de données couvrant la période 1971-2000. En 2020, Météo-France publie une typologie des climats de la France métropolitaine dans laquelle la commune est exposée à un climat océanique altéré et est dans la région climatique  Centre et contreforts nord du Massif Central, caractérisée par un air sec en été et un bon ensoleillement.
Pour la période 1971-2000, la température annuelle moyenne est de 10,6 °C, avec une amplitude thermique annuelle de 16,6 °C. Le cumul annuel moyen de précipitations est de 907 mm, avec 12,8 jours de précipitations en janvier et 7,8 jours en juillet. Pour la période 1991-2020, la température moyenne annuelle observée sur la station météorologique de Météo-France la plus proche, « Avrée », sur la commune d'Avrée à 4 km à vol d'oiseau, est de 11,7 °C et le cumul annuel moyen de précipitations est de 884,8 mm. 
La température maximale relevée sur cette station est de 40,5 °C, atteinte le 24 juillet 2019 ; la température minimale est de −13,9 °C, atteinte le 7 février 2012,,.
Les paramètres climatiques de la commune ont été estimés pour le milieu du siècle (2041-2070) selon différents scénarios d'émission de gaz à effet de serre à partir des nouvelles projections climatiques de référence DRIAS-2020. Ils sont consultables sur un site dédié publié par Météo-France en novembre 2022.

## Urbanisme

### Typologie
Au 1er janvier 2024, Fléty est catégorisée commune rurale à habitat très dispersé, selon la nouvelle grille communale de densité à sept niveaux définie par l'Insee en 2022.
Elle est située hors unité urbaine et hors attraction des villes,.

### Occupation des sols
L'occupation des sols de la commune, telle qu'elle ressort de la base de données européenne d’occupation biophysique des sols Corine Land Cover (CLC), est marquée par l'importance des territoires agricoles (86 % en 2018), en diminution par rapport à 1990 (88 %). La répartition détaillée en 2018 est la suivante : prairies (68 %), zones agricoles hétérogènes (17,9 %), forêts (10,3 %), mines, décharges et chantiers (3,7 %). L'évolution de l’occupation des sols de la commune et de ses infrastructures peut être observée sur les différentes représentations cartographiques du territoire : la carte de Cassini (XVIIIe siècle), la carte d'état-major (1820-1866) et les cartes ou photos aériennes de l'IGN pour la période actuelle (1950 à aujourd'hui).

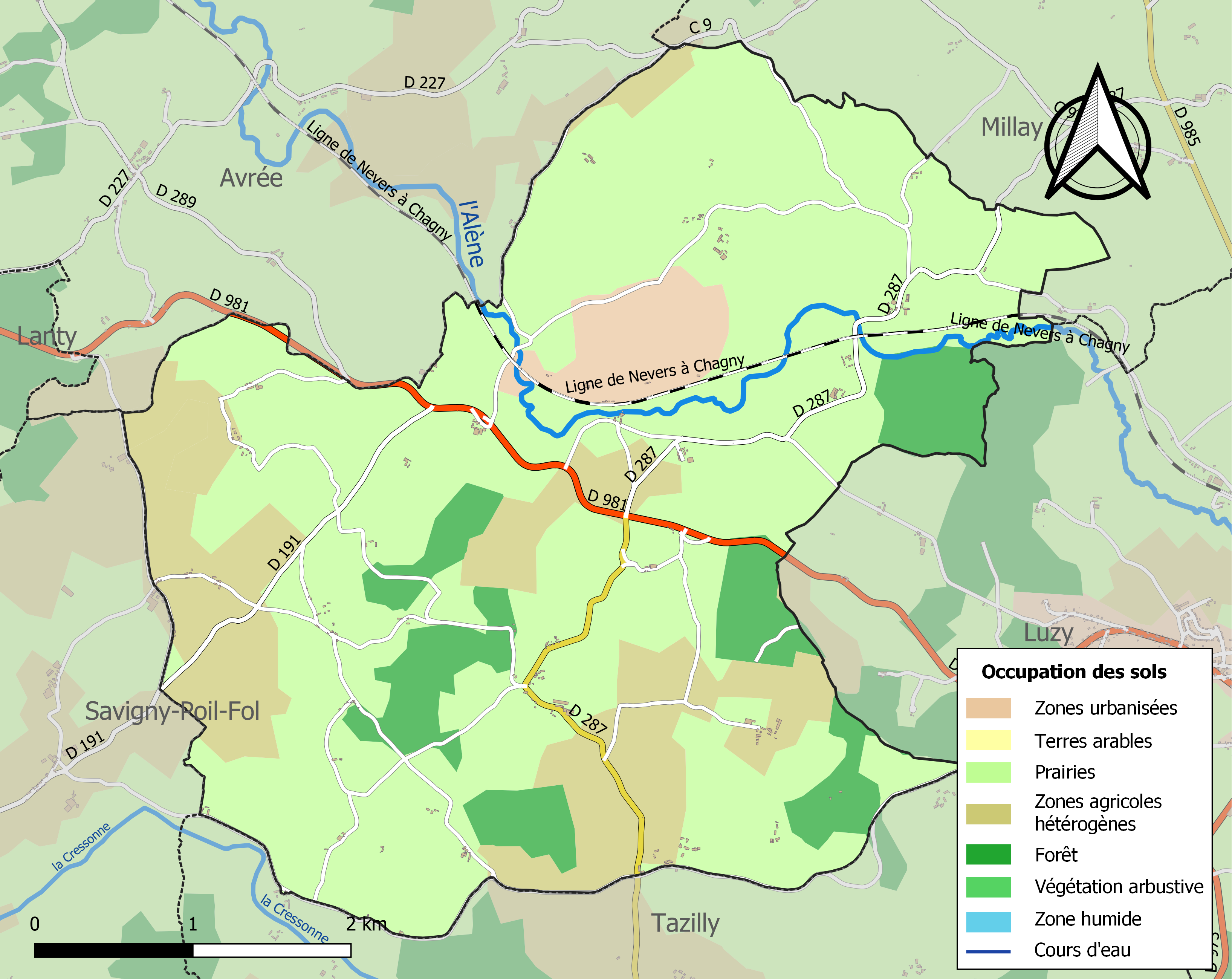
Carte des infrastructures et de l'occupation des sols de la commune en 2018 (CLC).

## Histoire
Ancienne seigneurie de la famille Delorme de Beauregard.
En 1795, le territoire de Fléty est rattaché à la commune de Tazilly, jusqu'en 1855, année durant laquelle ces deux communes sont séparées.

### Les Hospitaliers
Au lieu-dit la Commanderie ont subsisté jusqu'au début du XIXe siècle les vestiges d'une commanderie de l'ordre de Saint-Jean de Jérusalem, fondée en 1188 : la commanderie de Tourny réunie au commencement du XVe siècle avec les commanderies du Boulay et du Bouchet sous l'autorité d'une commandeur commun avant de devenir membre de la commanderie de Beugnet, puis d'être aliénée à la suite de la Révolution française. La commanderie possédait également des droits de mainmorte, de taille et de bordelage sur la paroisse de Tazilly et une annexe nommée Le Pont, aujourd'hui un hameau de la commune de Luzy. La commanderie consistait en une chapelle de dévotion dédiée à Saint Jean Baptiste en une métairie et en prés, bois de haute futaie, dîmes, cens, rentes et droits de justice haute et moyenne.

## Politique et administration
| Période                                  | Période  | Identité      | Étiquette | Qualité                                                                |
| ---------------------------------------- | -------- | ------------- | --------- | ---------------------------------------------------------------------- |
| mars 2001                                | mai 2020 | Henri Marcel  |           | Retraité                                                               |
| mai 2020                                 | en cours | Romain Cougny |           | Responsable commercial à La Poste. Fils de Louis Cougny, maire de Poil |
| Les données manquantes sont à compléter. |          |               |           |                                                                        |

## Démographie
L'évolution du nombre d'habitants est connue à travers les recensements de la population effectués dans la commune depuis 1793. Pour les communes de moins de 10 000 habitants, une enquête de recensement portant sur toute la population est réalisée tous les cinq ans, les populations de référence des années intermédiaires étant quant à elles estimées par interpolation ou extrapolation. Pour la commune, le premier recensement exhaustif entrant dans le cadre du nouveau dispositif a été réalisé en 2004.

En 2022, la commune comptait 90 habitants, en évolution de −15,89 % par rapport à 2016 (Nièvre : −3,28 %, France hors Mayotte : +2,11 %).
| 1793 | 1856 | 1861 | 1866 | 1872 | 1876 | 1881 | 1886 | 1891 |
| ---- | ---- | ---- | ---- | ---- | ---- | ---- | ---- | ---- |
| 503  | 446  | 465  | 460  | 439  | 441  | 481  | 532  | 518  |

| 1896 | 1901 | 1906 | 1911 | 1921 | 1926 | 1931 | 1936 | 1946 |
| ---- | ---- | ---- | ---- | ---- | ---- | ---- | ---- | ---- |
| 509  | 534  | 525  | 478  | 428  | 409  | 409  | 371  | 360  |

| 1954 | 1962 | 1968 | 1975 | 1982 | 1990 | 1999 | 2004 | 2006 |
| ---- | ---- | ---- | ---- | ---- | ---- | ---- | ---- | ---- |
| 381  | 339  | 296  | 240  | 225  | 183  | 142  | 140  | 139  |

| 2009 | 2014 | 2019 | 2022 | - | - | - | - | - |
| ---- | ---- | ---- | ---- | - | - | - | - | - |
| 127  | 109  | 93   | 90   | - | - | - | - | - |

## Économie
L'économie est principalement agricole (élevage de bovins de race charolaise), comme pour l'ensemble des communes voisines. Cependant, Fléty se singularise par la présence du groupe Lafarge qui exploite la roche métamorphique pour fournir le caillou des routes et le ballast des voies ferrées (carrière du Moulin Neuf).

## Culture locale et patrimoine

### Lieux et monuments
- Église paroissiale Saint-Léger (XIIe siècle, remaniée au XVIe siècle, puis au XIXe siècle), vitrail du XIVe siècle.
- Il reste toujours des vestiges du château de la Goutte sur une colline en friche à côté de l'église.

### Personnalités liées à la commune
- Philippe Rondot, général de division français, inhumé à Fléty[22].

Antoine Desforges, Né à Saint-Parize-le-Châtel le 27 octobre 1866, Antoine Desforges est élève de l'École normale de Varzy de 1885 à 1888, puis instituteur dans plusieurs communes (Decize, La Charité-sur-Loire, La Marche puis principalement à Fléty et Tazilly. Il se marie en 1891 avec Mlle Gaspard, institutrice. Frappés par la mort de leurs deux filles, Antoine Desforges et son épouse prennent leur retraite et s'établissent à Nevers en 1917. Antoine devient l'un des animateurs de la Société Académique du Nivernais. Il est chargé des collections de 1919 à 1922, puis de 1925 à 1936, qu'il va enrichir par des dons. Après le décès de Marius Gerin, il devient secrétaire général de 1936 jusqu'à sa mort le 8 février 1943. Il s'intéresse à la préhistoire, au folklore et à l’histoire locale. Il publie de nombreuses études dans les Mémoires de la Société Académique, et également dans les bulletins de la Société Nivernaise. Il a aussi collaboré avec les journaux locaux, et notamment le Progrès de la Nièvre, la Tribune, Paris-Morvan, le Nivernais de Paris, le Petit Charitois et Paris Centre sous le pseudonyme de P. Nivernois. C’est de sa nomination à Fléty que datent ses recherches concernant la préhistoire et le folklore. Il procède à des fouilles qui lui permettent de découvrir d'anciennes stations ignorées jusqu'à son époque. Il publie ainsi des notes sur les stations préhistoriques et protohistoriques de la vallée de l’Alène dans le tome XIV des Mémoires de la Société Académique en 1905. La Revue du folklore français et du folklore colonial publie de nombreuses notes de sa part sur le folklore nivernais. En ce qui concerne ses études historiques, celles-ci concernent des sujets variés : il publie une monographie de la commune de Saint-Parize-le-Châtel et une autre pour celle de Fléty ; des articles sur les femmes célèbres du Nivernais, les rues de Nevers, les crues de la Loire et de l'Allier, le folklore nivernais... Antoine Desforges a collaboré au Dictionnaire de biographie française de Letouzey et Ané, et il a rédigé des notes biographiques sur les personnages nivernais. Il a été membre de la commission de la Bibliothèque de Nevers en 1925.